# Eufemiano Fuentes

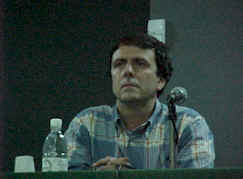
Eufemiano Fuentes (2000)

Eufemiano Fuentes Rodríguez (* 1955 in Las Palmas de Gran Canaria) ist ein spanischer Sportmediziner, der durch einen Dopingskandal im Vorfeld der Tour de France 2006 international bekannt wurde.

## Leben
Fuentes studierte an der Universität Navarra und spezialisierte sich zunächst als Gynäkologe. Als ehemaliger Leichtathlet mit der Spezialdisziplin 400-Meter-Hürdenlauf wechselte er jedoch bald zur Sportmedizin und betreute schon 1984 die spanische Olympiamannschaft bei den Spielen in Los Angeles. Seine Verlobte und spätere Ehefrau Cristina Pérez stellte 1988 den spanischen Rekord über 400 Meter Hürden auf. Bald darauf wurde sie positiv auf Anabolika getestet, die Dopingprobe allerdings für ungültig erklärt. Pérez beendete daraufhin ihre Karriere, und Fuentes zog sich von der Leichtathletik zurück, um fortan in erster Linie Radsportler zu betreuen.

### Dopingaffären
Fuentes war Teamarzt des von Manolo Saiz geleiteten Radsportteams Liberty Seguros-Würth, bis die Mannschaft im Mai 2007 aufgelöst wurde. Einer Anti-Drogen-Einheit der Guardia Civil gelang es zu dieser Zeit, mit der Operación Puerto nach viermonatiger Observation einen Dopingring um Fuentes aufzudecken.
Die Ermittler waren auf die Mannschaft Kelme aufmerksam geworden, nachdem der zuvor entlassene Radprofi Jesús Manzano Anfang des Jahres 2004 über die angebliche Dopingpraxis des Teams bei Rundfahrten wie der Tour de France berichtet hatte. Nach den Ermittlungen der Guardia Civil soll der damalige Teamarzt Fuentes europaweit Profiradsportler unter anderem mit Eigenblut gedopt haben. In der Liste der bisher veröffentlichten 38 Namen von Radsportlern finden sich zahlreiche bekannte Fahrer, unter ihnen Jan Ullrich, Ivan Basso, Roberto Heras, Tyler Hamilton, Joseba Beloki und Alberto Contador.
In einer Madrider Wohnung fand die Guardia Civil Hunderte von Blutplasmakonserven sowie Erythropoetin (EPO), Wachstumshormone und Anabolika. Gegen Fuentes sowie seinen Laborchef José Luis Merino Batres und drei weitere Personen wurden Anklagen wegen Gefährdung der „öffentlichen Gesundheit“ erarbeitet. Fuentes selbst beschrieb sein Vorgehen als Anwendung „biologischer Methoden, um die Erholungszeit zu verkürzen“.
Am 12. März 2007 kam es zur vorläufigen Einstellung der Ermittlungen gegen Eufemiano Fuentes und alle anderen Beschuldigten im spanischen Strafverfahren, da deren Handlungen vor Inkrafttreten des Anti-Doping-Gesetzes in Spanien nicht strafbar gewesen seien. Dagegen erhob jedoch die Staatsanwaltschaft Einspruch. Sie wurde dabei von Spaniens oberster Sportbehörde (CSD), dem Weltverband UCI, der Welt-Anti-Doping-Agentur (WADA) und dem Internationalen Olympischen Komitee (IOK) unterstützt. Ein Gericht gab dem Einspruch statt und trug dem Richter auf, die Ermittlungen fortzusetzen. Es begründete dies damit, dass ein Gutachten über das verabreichte Blutdoping unklar gewesen sei. Auf der Grundlage eines neuen Expertengutachtens entschied das Gericht im Oktober 2008 zum zweiten Mal, die Ermittlungen einzustellen.
Am 7. Mai 2007 gab Ivan Basso zu, mit dem Sportmediziner zusammengearbeitet zu haben. Er willigte ein, bei der Aufklärung des Dopingskandals zu helfen. Am 8. Mai 2007 bestritt er dann aber auf einer Pressekonferenz, jemals gedopt zu haben. Er habe solche Manipulationen nur vorgehabt, nicht aber ausgeführt. Ende Juni 2007 gestand der deutsche Fahrer Jörg Jaksche in einem Interview, er habe sich ab 2005 verbotenen Eigenbluttherapien als Kunde von Eufemiano Fuentes unterzogen.
Am 9. Dezember 2010 wurden Eufemiano Fuentes, seine Schwester, die erfolgreiche Langstreckenläuferin Marta Domínguez und elf weitere Personen im Rahmen der Operación Galgo unter dem Verdacht festgenommen, Handel mit Dopingpräparaten betrieben zu haben.
Im April 2013 wurde er zu einem Jahr Haft auf Bewährung und zu vier Jahren Berufsverbot verurteilt. Die Sperre wurde 2016 aufgehoben und er von allen Vorwürfen freigesprochen, weil Blut an sich kein Medikament darstelle. Auch seine Schwester und alle anderen Angeklagten wurden nachträglich freigesprochen.

### Spanisches Doping in Barcelona
2024 erhielt die ARD-Dopingredaktion Videomaterial von einem internationalen Team investigativer Journalisten, das Fuentes mittels versteckter Kamera interviewte. Dieser war der verantwortliche Arzt des spanischen Olympiateams bei den Olympischen Spielen 1992 in Barcelona im nationalen Trainingszentrum „Residencia Blume“ in Madrid und berichtete im Interview von systematischem Doping spanischer Sportler in Vorbereitung auf die Olympischen Spiele 1992. Der Auftrag sei bereits Jahre vorher direkt von der spanischen Regierung gekommen, Bedingungen seien „Medaillen, keine positiven Tests und keine gesundheitlichen Probleme“ gewesen und er habe „vier Jahre lang im Schatten“ gearbeitet, um nicht mit den Erfolgen bei Olympia 1992 in Verbindung gebracht werden zu können. Methode der Wahl sei Blutdoping gewesen. Darüber hinaus seien bei Leichtathleten wie dem spanischen 400-Meter-Läufer Cayetano Cornet aber auch andere Dopingsubstanzen wie „Hormone, Wachstumshormon, Testosteron, Anabolika“ angewandt worden. Dies ist insofern brisant, da Cornet seit den Olympischen Spielen 2006 der Chef de Mission (Delegationsleiter) des spanischen Olympiateams ist.
Spanien gewann 1992 in Barcelona insgesamt 22 Medaillen, darunter 13 Goldmedaillen, und erreichte damit die beste Medaillenausbeute jemals. Vier Jahre zuvor waren es bei den Olympischen Spielen 1988 in Seoul nur vier Medaillen, darunter eine Goldmedaille, gewesen.